# Awaria zasilania we Włoszech
Awaria zasilania we Włoszech – rozległa awaria zasilania, do jakiej doszło 28 września 2003 około godziny 3.30 na terenie Włoch (z wyjątkiem Sardynii i Elby); awaria mogła dotknąć 57 mln ludzi.
Awaria spowodowała zatrzymanie 110 pociągów, z których zostało ewakuowanych 30 tys. podróżnych. Wiele szpitali, które nie były zaopatrzone w agregaty prądotwórcze, musiało ewakuować najciężej chorych do większych klinik. W tym czasie w Rzymie odbywała się impreza pod nazwą Biała Noc, w której w setkach miejsc odbywały się bezpłatne wydarzenia; szacuje się, że w momencie awarii na ulicach Rzymu było około 1,5 mln ludzi.
Wiele osób w czasie awarii znajdowało się w metrze, skąd zostali ewakuowani dopiero po kilku godzinach. Pozbawiony energii elektrycznej był również Watykan. Lotniska mimo posiadania awaryjnych źródeł zasilania zostały sparaliżowane, ponieważ ogólnokrajowe systemy odpowiedzialne za realizacje np. odpraw zostały pozbawione energii elektrycznej.
Dostawy prądu były stopniowo od rana przywracane, począwszy od północnych rejonów kraju.

## Przebieg
Włochy posiadają cztery połączenia sieci elektroenergetycznych z innymi państwami:
- na granicy francusko-włoskiej
- na granicy austriacko-włoskiej
- na granicy szwajcarsko-włoskiej
- na granicy słoweńsko-włoskiej

Między godziną 3.00 a 4.00 28 września 2003 jedynie na granicy szwajcarsko-włoskiej odnotowano przekroczenie zdolności przesyłowej o 8 MW, niemniej nie mogło to mieć wpływu na separację włoskiego systemu.
Ustalono, że izolację i tym samym rozległą awarię włoskiego systemu elektroenergetycznego zapoczątkowało o 3.00 automatyczne wyłączenie linii tranzytowej 380 kV Lukmanier leżącej na terenie Szwajcarii. Przyczyną tego było znaczne przeciążenie tej linii, która została zaprojektowana do pracy w temperaturze do 40°C. Przeciążona linia osiągnęła temperaturę ponad 100°C, co spowodowało nadmierne wydłużenie przewodów (zwis przekroczył 20 m) i w efekcie kontakt linii wysokiego napięcia z drzewami, co skutkowało zwarciem i automatycznym wyłączeniem linii. Tranzyt energii został przekierowany na linię 380 kV San Bernardino, tym samym dodatkowo ją obciążając.
O godzinie 3.02 francuski operator RTE zauważył problem, gdyż awaria linii łączącej Włochy i Szwajcarię doprowadziła do przeciążenia jego systemu. Postanowiono wdrożyć stosowne procedury, między innymi podniesiono poziom produkcji w dwóch elektrowniach. Ostatecznie o 3.11 działania francuskiego operatora zostały zakończone.
W tym czasie Szwajcarzy poprosili Włochów o wyłączenie pomp w elektrowniach szczytowo-pompowych, działania te jednak były nieskuteczne i niezgodne z przyjętymi procedurami. Kolejne 9 minut Szwajcarzy stracili na próbę uruchomienia wyłączonej wcześniej linii, co było już w tej chwili niemożliwe.
Mimo podjętych działań i redukcji przez Włochy importu o 300 MW, zadziałał efekt domina. O 3.25 przeciążona linia San Bernardino i kilka sekund później linia 220 kV Mettlen-Airolo zostały automatycznie wyłączone, co doprowadziło do braku zasilania w południowej Szwajcarii. Efektem tego było wyłączenie pozostałych linii łączących te państwa, a następnie przeciążenie na granicy Włoch z Francją skutkujące wyłączeniem linii 380 kV Albertville-La Coche-Praz. To spowodowało, że przestały działać linie przesyłowe między Włochami a Słowenią. O 3.26 doszło do całkowitej izolacji włoskiego systemu elektroenergetycznego i blackoutu w prawie całym kraju.

## Skutki
W wyniku awarii opracowano nowe zalecenia proceduralne mające wyeliminować podobne zdarzenia w przyszłości. Włoski rząd zdecydował o budowie 17 nowych elektrowni o łącznej mocy 11 915 MW oraz 3 nowych połączeń międzynarodowych. Zaplanowano również budowę 45 nowych stacji oraz rozbudowę sieci wysokiego napięcia o długości 2035 km.